# Джонатан Хил
Джонатан Хил (на английски: Jonathan Hill) е английски политик от Консервативната партия.
Роден е на 24 юли 1960 година в Лондон. Завършва история в Кеймбриджкия университет, след което работи за Консервативната партия, като през 1991 – 1994 година е съветник на премиера Джон Мейджър, след което работи в областта на връзките с обществеността.
През 2010 година е включен в кабинета на Дейвид Камерън, а през 2013 година получава пожизнена баронска титла и са му възложени връзките на кабинета с Камарата на лордовете. През следващата година става еврокомисар за финансовата стабилност, финансовите услуги и съюза на капиталовите пазари в Комисията „Юнкер“, но подава оставка през 2016 година след референдума за излизане на Великобритания от Европейския съюз.